# Cyrtandra mucronata
Cyrtandra mucronata là một loài thực vật có hoa trong họ Tai voi. Loài này được Nadeaud mô tả khoa học đầu tiên năm 1873.